# Фортеця Святого Дмитра Ростовського
Фортеця Святого Димитрія Ростовського — фортифікаційна споруда, яка існувала за часів Російської імперії в місті Ростов-на-Дону. Названа на честь святого Димитрія Ростовського. Фортеця в середині XVIII століття мала велике військово-стратегічне значення і була найпотужнішою серед південних фортець Росії. Від назви фортеці пішла назва міста Ростов-на-Дону.
Фортеця не брала безпосередньої участі у військових діях. Після закінчення російсько-турецької війни 1768-1774 років ця фортеця втратила значення прикордонного укріплення. З її колишніх форштадтів до 1811 року було створено місто Ростов-на-Дону Катеринославської губернії. В 1835 році гарнізон і військове майно Ростовської фортеці були переведені в Анапу. Вали і бастіони були зрівняні з землею до кінця XIX століття. 

## Розташування
Фортеця розташовувалась між нинішніми проспектом Чехова, Фортечним провулком, вулицями Горького та Нижньобульварною. 

## Будівництво
В 1740-х роках виникла необхідність створення на Дону більш потужного укріплення для захисту Темерницької митниці, бо наявної фортеці Святої Анни вже було недостатньо. В 1744 році капітан Сіпягін доповів про вибір місця для будівництва укріплень поблизу урочища Багате джерело. Сенат Російської імперії відкинув перші сім проєктів, але після того, як були схвалені два інших проєкти (кам'яних і земляних укріплень), 20 грудня 1760 гарнізон фортеці святої Анни був переведений на нове місце. 6 квітня 1761 року імператриця Єлизавета Петрівна своїм указом привласнила новій фортеці ім'я святого Димитрія Ростовського, і вже 23 вересня того ж року відбулося її закладення. 
Будівництвом керував військовий інженер Олександр Рігельман. 
За вказівкою Рігельмана, для будівництва фортеці і споруд всередині неї, в 1761 році на Кізітерінській балці побудували цегельний завод. Каміння для будівництва добували у Багатого джерела, колоди завозили з Леонтіївських і Глухих байраків, що знаходяться біля річок Міус і Калміус. Ліс вирубували і сплавляли по Міусу до Міуського лиману. Від лиману колоди везли на будівництво на конях і волах. До 1761 року в фортеці насипали сім редутів. 
Земляні укріплення і основні споруди фортеці було завершено в 1763 році. 

## Опис
Фортеця святого Димитрія Ростовського мала велике військово-стратегічне значення. Вона була найпотужнішою серед південних фортець Росії. Окружність фортеці становила близько 3.5 км, її площа - близько 76 гектарів. 

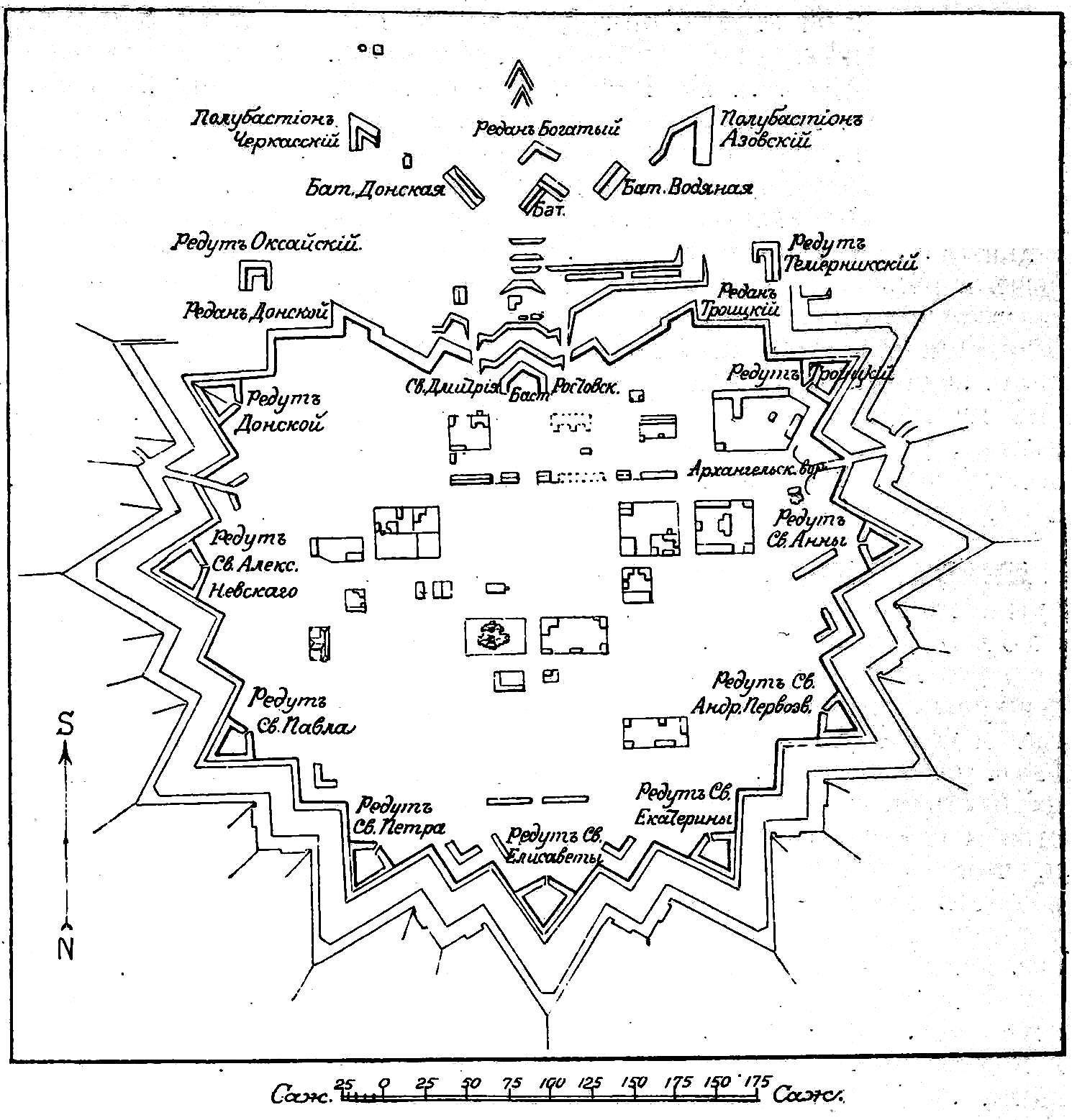
План-схема фортеці

Фортеця була зіркоподібною в плані і складалася з дев'яти редутів, оточених ровом і з'єднаних вісьмома равелінами. З боку Дона фортецю захищав бастіон з кронверком. Нижче бастіону берег був укріплений двома редутами, трьома батареями і двома напівбастіонами, розташованими уступами один над одним. Загальна протяжність фронту укріплень складала 3.5 кілометра. В фортечній стіні було двоє воріт - із західного і східного боку. Редути мали такі назви: Троїцький, Аннінський, Андрія Первозванного, Катерининський, Єлизаветинський, Петровський, Павловський, Олександра Невського, Донський. 
Фортеця була озброєна 238 гарматами. 
На території фортеці були зведені порохові, артилерійські склади і склади провіанту, 28 солдатських казарм і військові лазарети, а також офіцерські будинки та будинки ремісників і купців. 
У фортецю вели двоє воріт. На заході фортеці були Архангельські ворота, на сході - Георгіївські. Вулиці всередині фортеці, шириною від 10 до 20 метрів, формували прямокутні квартали. При цьому широкі вулиці були прокладені перпендикулярно до річки. Центральна вулиця отримала назву Богатяновського провулка (сучасний проспект Кірова). 
На центральній площі в фортеці був побудований Покровський собор з восьмигранним барабаном і куполом. Фасади основних адміністративних будівель військового відомства були побудовані передньою стороною повернотую до цього собору. До кінця 18 століття на території фортеці було збудовано п'ять церков: Соборно-Покровська, Казанська, Миколаївська, Купецька (Різдво-Богородична) і храм Всіх Святих. 
Свого часу, в цій фортеці починав службу флотоводець Федір Ушаков. 
У 1768 році населення фортеці перевищило п'ять тисяч осіб. 
На початку XIX століття фортеця занепала, укріплення поступово руйнувалися, територію забудовували, земляні вали були зірвані. В 1835 році зброю, боєприпаси і амуніцію перевезли до Анапської фортеці. 